# 產品資料管理
產品資料管理（Product Data Management，PDM）是指使用软件或其他工具来跟踪和控制与特定产品有关的数据，如產品於開發時所產出之技術文件、圖檔、資料庫記錄、表單等。
產品資料管理又可細分成：文檔管理（DM）、産品資訊管理（PIM）、技術資料管理（TDM）、技術資訊管理（TIM）、圖像管理（IM）。PDM可看作是一個企業資訊的集成框架（Framework）。1990年代由於網際網路蓬勃發展，網路化的PDM應聲而出。